# 朱鼒檟
延川端穆王朱鼒檟（1521年—1563年），明朝慶藩唯一一代延川王，慶定王朱台浤的庶第三子。

## 生平
嘉靖十八年（1539年），封延川王。
嘉靖四十二年（1563年），朱鼒檟去世，享年四十三歲，諡號端穆。庶長子朱倪煋於萬曆二年（1574年）封延川長子，後因擅婚而被停爵，其子朱伸僅授奉國將軍。

## 家庭

### 妻
- 高氏，嘉靖二十年（1541年）十二月冊為延川王妃[5]。

### 子孫
- 庶長子：延川長子朱倪煋
  - 孫：奉國將軍朱伸